# Stenocercus catherineae
Stenocercus catherineae — вид ігуаноподібних ящірок родини Tropiduridae. Ендемік Перу. Описаний у 2020 році.

## Поширення і екологія
Stenocercus catherineae відомі за кількома зразками, зібраними в горах на півночі Центрального хребта Перуанських Анд, в регіоні Амазонас, в долині річки Уткубамба. Вони живуть у вологих гірських тропічних лісах Перуанської Юнги, трапляються на плантаціях і полях. Зустрічаються на висоті від 1466 до 2085 м над рівнем моря.